# George Howell Gay
George Howell Gay, né en 1858 à Milwaukee aux États-Unis, et mort en 1931, est un peintre de paysages et de marine.

## Biographie
George Gay est né en 1858 à Milwaukee. Il a étudié la peinture de paysage marin avec Paul Brown et de paysages avec Henry Arthur Elkins à l'Académie de Design de Chicago. Il est parti pour New York en 1889. Il a pris part à l'exposition à la National Academy of Design en 1890. Il peint des paysages côtiers méticuleux de la Nouvelle-Angleterre. Il est mort en 1931.